# Liste von Größenordnungen der Kraft
Dies ist eine Zusammenstellung von Kräften verschiedener Größenordnungen zu Vergleichszwecken. Die Angaben sind oft als „typische Werte“ zu verstehen, die gerundet sind.
Grundeinheit der Kraft im internationalen Einheitensystem ist das Newton (Einheitenzeichen N), das Formelzeichen F.

## Kräfte kleiner als ein Quektonewton
- 3,6·10−47 N – Schwerkraft zwischen Proton und Elektron im Wasserstoffatom (im Bohrschen Atommodell).[1]

## Quektonewton – qN
1 Quektonewton (1 qN) ist ein quintillionstel Newton (10−30 N).
- 8,9 qN – Gewichtskraft eines Elektrons auf der Erdoberfläche.[1]

## Rontonewton – rN
1 Rontonewton (1 rN) ist ein quadrilliardenstel Newton (10−27 N).
- 16 rN – Gewichtskraft eines Wasserstoffatoms auf der Erdoberfläche.[1]

## Yoktonewton – yN
1 Yoktonewton (1 yN) ist ein quadrillionstel Newton (10−24 N).
- 5 yN – Kraft, die nötig ist, um die Atomschwingung eines ultrakalten Atoms in einer  Paulfalle  mit einer externen Radiofrequenz zu synchronisieren.[2][3]

## Zeptonewton – zN
1 Zeptonewton (1 zN) ist ein trilliardenstel Newton (10−21 N).

## Attonewton – aN
1 Attonewton (1 aN) ist ein trillionstel Newton (10−18 N).
- 6 aN – Gewichtskraft eines Influenzavirus

## Femtonewton – fN
1 Femtonewton (1 fN) ist ein billiardenstel Newton (10−15 N).
- 100 fN – geringste mit dem Rasterkraftmikroskop nachweisbare auf eine Blattfeder wirkende Kraft[4]. Dies lässt sich für die Untersuchung von Oberflächen nutzen.[5]

## Pikonewton – pN
1 Pikonewton (1 pN) ist ein billionstel Newton (10−12 N).
- 1 pN – Größenordnung der Kraft, die benötigt wird, um ein spiralförmiges DNA-Molekül in die Länge zu ziehen[6]
- 7 pN – typische Kraft, die ein Laserpointer ausübt (Strahlungsdruck)[6]

## Nanonewton – nN
1 Nanonewton (1 nN) ist ein milliardstel Newton (10−9 N).
- 1,6 nN – Kraft, um die Atombindung zweier Kohlenstoff-Atome aufzubrechen.[7]
- 82 nN – Elektrische Kraft auf ein Elektron im Wasserstoffatom (Bohrsches Atommodell).[1]
- 200 nN – Kraftwirkung pro Meter Leiterlänge zwischen zwei parallelen Drähten im Abstand von 1 m, durch die jeweils ein elektrischer Strom von 1 Ampere fließt[8]

## Mikronewton – μN
1 Mikronewton (1 μN) ist ein millionstel Newton (10−6 N).
- 1–150 μN – Kraftwirkung eines Ionentriebwerkes, wie es in Laser Interferometer Space Antenna verwendet werden sollte.[9]
- 30 μN – Gewicht einer roten Waldameise von 3 mg Masse
- 400 μN – Gewicht eines Siebenpunkt-Marienkäfers von 40 mg Masse

## Millinewton – mN
1 Millinewton (1 mN) ist ein tausendstel Newton (10−3 N).

## Newton – N
- 1 N – benötigte Kraft, um einen ruhenden Körper der Masse 1 kg innerhalb von einer Sekunde gleichförmig auf die Geschwindigkeit {\displaystyle 1\,{\tfrac {\mathrm {m} }{\mathrm {s} }}} zu beschleunigen
- 1 N – Gewichtskraft, die auf einen Körper mit der Masse 102 Gramm auf der Erde wirkt
- 9,81 N – Gewichtskraft eines Körpers der Masse 1 Kilogramm auf der Erde (Kilopond)
- 50 bis 60 N – benötigte Kraft, um die Schale eines Hühnereis einer jungen Legehenne zu brechen[10]
- 720 N – Durchschnittliche Bisskraft eines Menschen[11]

## Kilonewton – kN
1 Kilonewton (1 kN) sind tausend Newton (103 N).
- 1 kN – Gewichtskraft, die auf der Erde auf eine Masse von 102 kg wirkt.
- 9 kN – Bisskraft eines ausgewachsenen Alligators.[12]
- 9,81 kN – Gewichtskraft der Masse einer Tonne auf der Erde.
- 100 kN – Kraftwirkung durch Sicherheitsgurt und Airbag auf einen Autoinsassen, wenn ein Auto mit etwa 100 km/h auf ein starres Hindernis prallt.[13]
- 890 kN – Maximale Antriebskraft einer großen Diesellokomotive.[1]

## Meganewton – MN
1 Meganewton (1 MN) sind eine Million Newton (106 N).
- 1,8 MN – Schubkraft eines Haupttriebwerks eines Space Shuttles.[14]
- 1,9 MN – Gewichtskraft eines sehr großen Blauwals.[1]
- 3,6 MN – Gewichtskraft von 1 kg auf der Oberfläche des Weißen Zwerges Sirius B
- 14,5 MN – maximale Schubkraft einer Space-Shuttle-Feststoffrakete
- 35 MN – Gesamte Schubkraft einer Saturn V-Rakete.[15]

## Giganewton – GN
1 Giganewton (1 GN) sind eine Milliarde Newton (109 N).
- 1 GN – Gewichtskraft eines Flugzeugträgers der Nimitz-Klasse

## Teranewton – TN
1 Teranewton (1 TN) sind eine Billion Newton (1012 N).
- 2 TN – Gewichtskraft von 1 kg auf der Oberfläche eines Neutronensterns

## Petanewton – PN
1 Petanewton (1 PN) sind 1 Billiarde Newton (1015 N).

## Exanewton – EN
1 Exanewton (1 EN) sind 1 Trillion Newton (1018 N).
- 200 EN – Gravitationskraft zwischen Erde und Mond[16]

## Zettanewton – ZN
1 Zettanewton (1 ZN) sind 1 Trilliarde Newton (1021 N).
- 35 ZN – Gravitationskraft zwischen Erde und Sonne[17]